# Berliner Literaturpreis
Il Berliner Literaturpreis è stato un premio assegnato ogni due anni fino al 1998 insieme alla Medaglia Johannes Bobrowski nel Colloquio letterario di Berlino. Il premio veniva assegnato a chi ha dato un contributo significativo allo sviluppo della letteratura in lingua tedesca contemporanea.
Dal 2005, il premio è stato di nuovo assegnato all'intera carriera di uno scrittore di lingua tedesca. Il montepremi è di 30.000 euro dai fondi della Fondazione prussiana Seehandlung.

## Vincitori
- 1989 Volker Braun
- 1992 Christoph Hein, Wolfgang Hilbig, Thomas Hürlimann, Ingomar von Kieseritzky, Uwe Kolbe
- 1994 Jürgen Becker, Hugo Dittberner, Norbert Gstrein, Brigitte Kronauer, Reinhard Lettau, W. G. Sebald
- 1996 Wilhelm Genazino, Katja Lange-Müller, Ulrich Peltzer, Raoul Schrott, Josef Winkler
- 1998 Anne Duden, Bodo Hell, Gert Jonke, Irina Liebmann, Jörg Steiner
- 2005 Herta Müller
- 2006 Durs Grünbein
- 2007 Ilija Trojanow
- 2008 Ulrich Peltzer
- 2009 Dea Loher
- 2010 Sibylle Lewitscharoff
- 2011 Thomas Lehr
- 2012 Rainald Goetz[1]
- 2013 Lukas Bärfuss[2][3]
- 2014 Hans Joachim Schädlich
- 2015 Olga Martynowa
- 2016 Feridun Zaimoglu
- 2017 Ilma Rakusa
- 2018 Marion Poschmann
- 2019 Clemens J. Setz
- 2020 Thomas Meinecke
- 2021 Monika Rinck[4]
- 2022 Steffen Mensching[5]
- 2023 Lutz Seiler[6]